# Shane Harper
Shane Steven Harper (La Jolla, California; 14 de febrero de 1993) es un actor, cantante, compositor y bailarín estadounidense, más conocido por interpretar a Spencer en Good Luck Charlie, así como a Josh Wheaton en la película cristiana Dios no está muerto. Su álbum debut autotitulado fue lanzado el 14 de febrero de 2012.

## Primeros años
Harper comenzó a bailar y actuar a la edad de 9 años y estuvo involucrado en el teatro comunitario y danza competitiva. En la primavera de 2006, un agente de talentos en el jurado de un concurso de baile regional que ofrece una representación de la agencia. También estudió artes marciales desde los 4 años hasta los 12 años y obtuvo un cinturón negro en Karate. Ha cantado en la iglesia desde muy temprana edad, Harper continuó fomentando su amor por la música. Harper también toca la guitarra acústica. La familia de Harper se trasladó desde San Diego, California al Condado de Orange, California en 1998, y luego a Los Ángeles, California en el verano de 2010. Harper tiene una hermana mayor, Samantha, que también es bailarina profesional, y un hermano menor llamado Sullivan, que es modelo.

## Carrera

### Carrera actoral

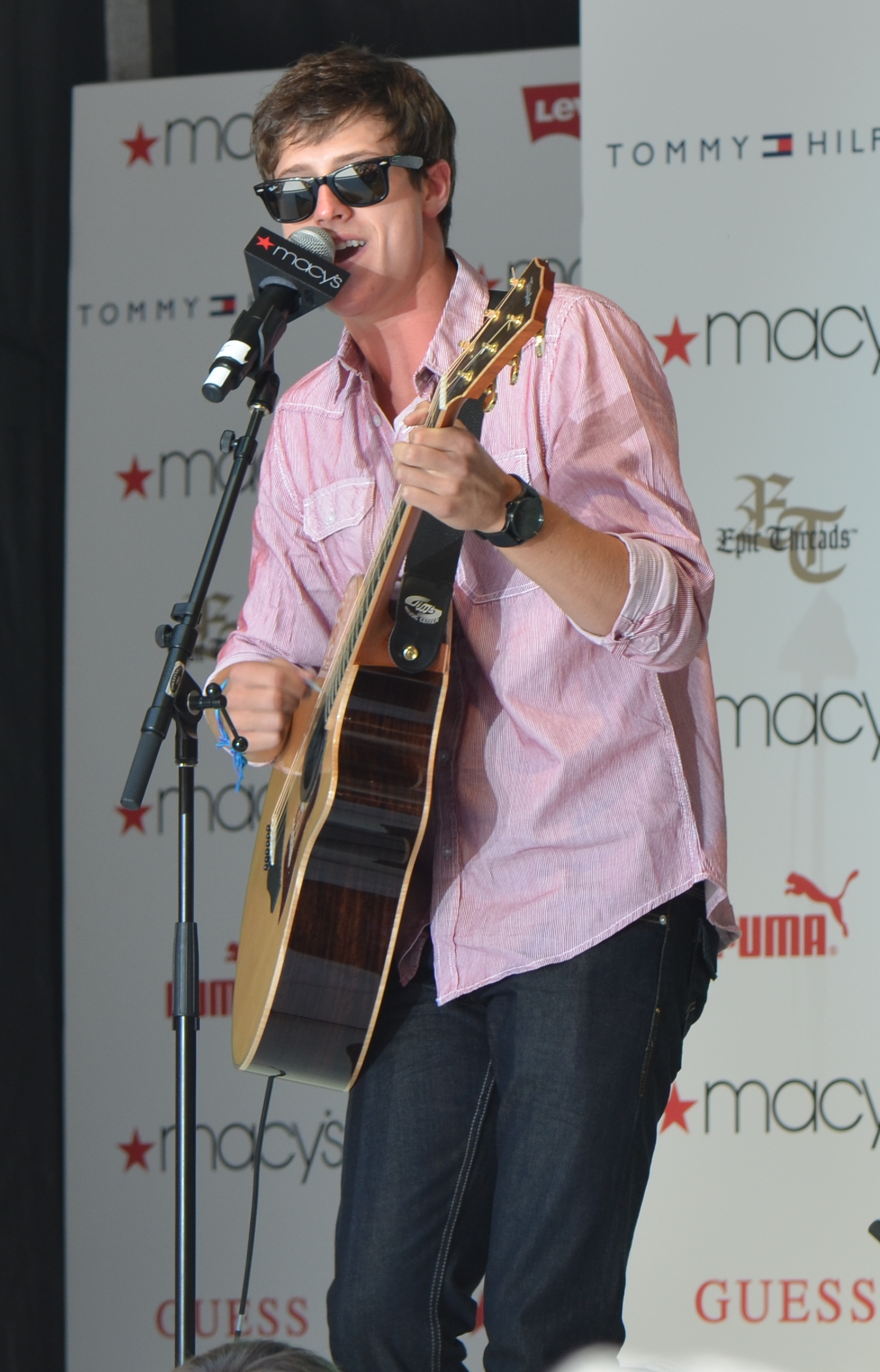
Harper actuando en julio de 2011.

Harper tuvo pequeños papeles como bailarín en diversos espectáculos y películas como Re-Animated, Dance Revolution y en la película original de Disney Channel, High School Musical 2, antes de convertirse en uno de los bailarines en Dance on Sunset de Nickelodeon. También apareció en un episodio de Zoey 101.
En 2010, Harper consiguió sus dos primeros papeles en el cine en películas como Mi nombre es Khan y Flipped, con un personaje menor en cada una y obtuvo un papel protagonista en la película de 2014, Dios no está muerto. Harper también obtuvo un papel recurrente como Spencer Walsh en Good Luck Charlie de Disney Channel, y como actor invitado en un episodio de Wizards of Waverly Place y como artista musical invitado en So Random! interpretando "One Step Closer".
Harper fue elegido para la serie de MTV, Happyland como Ian Chandler, hijo del nuevo propietario de "Happyland", y que trae un escandaloso secreto con él. La serie fue estrenada el 30 de septiembre y contó con 8 episodios. No fue renovada para una segunda temporada. En 2014 para esta misma cadena fue parte de la serie Awkward apareciendo en 7 episodios de la tercera temporada como personaje secundario.
Además de esto, Harper protagonizó las películas Dance-Off (2014) y Lift Me Up (2015), teniendo ambas como tema principal el baile.
En febrero de 2016 se anunció que formaría parte del elenco secundario en el musical de FOX, The Passion: New Orleans, interpretando a uno de los discípulos de Jesús, interpretado por Jencarlos Canela.
En 2017, Harper interpretó el papel de Robbie, en la película para televisión Dirty Dancing para ABC. Interpretó el papel de Sam Grover en la película independiente, Flock of Four. También fue estrella invitada en los dramas de CBS, Code Black y Wisdom of the Crowd.
En 2018, Harper interpretó a Josh Wheaton en la tercera película de la franquicia, God's Not Dead: A Light in Darkness. También interpretó a Tom Paxton en la película original de PixL, The Time Capsule junto a Penelope Mitchell.
En 2020, Harper interpretó a Junior en la serie, Hightown de Starz. y a Logan Davis en la miniserie de Hulu, A Teacher.

### Carrera musical
El primer sencillo de Harper, "Dance with Me", fue lanzado el 30 de marzo de 2010. El video musical fue lanzado un par de semanas antes y características Harper bailando y el tocando la guitarra. En 2011 publicó "One Step Closer", el segundo sencillos de su álbum debut. El álbum homónimo fue lanzado el 12 de abril de 2011, en Estados Unidos logró vender 1,000 Copias en su primera Semana debutando en el puesto número 15 del Heatseekers Albums. El tercer sencillo y último lanzado fuera del álbum fue "Rocketship". El video musical fue lanzado poco después y la chica principal mostrada en el vídeo es interpretado por su coestrella de Good Luck Charlie, Bridgit Mendler. Su canción "Next Chapter of Our Lives" apareció en el final de la serie The Suite Life on Deck. En 2011, Harper fue telonero de Greyson Chance y Cody Simpson en "Waiting 4 U tour", además también fue telonero de Miranda Cosgrove en "Dancing Crazy Tour".
La Edición Deluxe de su álbum debut "Shane Harper" fue lanzado en su 19 cumpleaños - 14 de febrero de 2012 en las tiendas de Target Corporation en todo el país y cuenta con cuatro bonus tracks, que incluyen "Flat World", "Say It Cause I Know" y un cover de la canción "Your Love" de la clásica banda de los 80 The Outfield. Estas tres pistas, además de otros dos fueron producidos por el prometedor productor discográfico Morgan Taylor Reid. El álbum también incluye la actuación del rapero Prophet y un dueto con su coestrella de Good Luck Charlie, Bridgit Mendler.
En 2015 Shane Harper anunció su regreso musical por medio de su cuenta de Instagram publicando que había firmando con Capitol Records en Los Ángeles. Su EP, "Like I Did" fue publicado el 26 de mayo de 2016 con 5 canciones. El primer y único Sencillo fue "Like I Did" Lanzado el 11 de agosto de 2016 por medio de su cuenta de Vevo de YouTube dirigido por Steve Taylor y coprotagonizado por la actriz Sarah Hyland, la canción se presentó en Radio Disney días después de ser lanzada. Shane Promocionó la canción en el programa Hollywood Young en una versión acústica en septiembre de 2016, también ha lanzado audios de la canción en forma acústica.
También fue telonero durante toda la Gira del cantante Jacob Whitesides en su Lovesick Tourm donde también interpretó otras canciones de su álbum debut como "Hold you Up" de su película Dios No está Muerto de 2014.

## Vida personal
Harper toca la guitarra acústica. La familia de Harper se mudó de San Diego County, California a Orange County, California en 1998. Harper tiene una hermana de mayor edad que él, Samantha, quien también es una bailarina profesional, y un hermano más joven, Sullivan, un modelo. Harper estaba en una relación con su coestrella de ¡Buena suerte, Charlie!, Bridgit Mendler desde mayo de 2011. Sin embargo, a principios de noviembre de 2015, Mendler anunció oficialmente que habían terminado su relación.
Harper es un cristiano comprometido.

## Filmografía

### Películas
| Año  | Título                              | Personaje    |
| ---- | ----------------------------------- | ------------ |
| 2006 | Re-Animated                         | Bailarín     |
| 2007 | High School Musical 2               | Bailarín     |
| 2010 | Mi nombre es Khan                   | Tim          |
| 2010 | Flipped                             | Matt Baker   |
| 2011 | Game Time: Tackling the Past        | Sean Tate    |
| 2014 | God's Not Dead                      | Josh Wheaton |
| 2014 | Dance-Off                           | Brandon      |
| 2015 | Lift Me Up                          | Stephen      |
| 2016 | An Apprentice                       | Director     |
| 2018 | God's Not Dead: A Light in Darkness | Josh Wheaton |

### Televisión
| Año         | Título                       | Personaje     | Notas                                   |
| ----------- | ---------------------------- | ------------- | --------------------------------------- |
| 2006        | Dance Revolution             | Shane         | 1 episodio                              |
| 2007        | Zoey 101                     | Tenth Grader  | 1 episodio                              |
| 2008        | Dance on Sunset              | Nick          | 12 episodios                            |
| 2009        | So You Think You Can Dance   | Shane         | 1 episodio                              |
| 2010 - 2014 | Good Luck Charlie            | Spencer Walsh | 28 episodios                            |
| 2011        | Wizards of Waverly Place     | Fidel         | Episodio: Three Maxes and a Little Lady |
| 2012        | So Random!                   | Shane         | 1 episodio                              |
| 2013 - 2014 | Awkward                      | Austin Welch  | 7 episodios                             |
| 2014        | Happyland                    | Ian Chandler  | Rol principal                           |
| 2016        | The Passion: New Orleans     | Discípulo     | Película de televisión                  |
| 2017        | Dirty Dancing                | Robbie Gould  | Película para televisión                |
| 2017        | Wisdom of the Crowd          | Jason Forde   | Episodio: Trojan Horse                  |
| 2018        | The Time Capsule             | Tom Paxton    | Película de televisión                  |
| 2020        | Just Add Magic: Mystery City | Ian Chandler  | 8 episodios                             |
| 2020        | Hightown                     | Junior        | Rol principal                           |
| 2020        | A Teacher                    | Logan Davis   | Rol principal                           |

## Discografía

### Álbumes
| Título       | Detalles del álbum                                                                                   | US Heat. |
| ------------ | --- | -------- |
| Shane Harper | - Publicado: 21 de febrero de 2012 - Formato: CD, descarga digital - Discográfica: Deep Well Records | 15       |

### EP
| Título              | Detalles del álbum                                                                               |
| ------------------- | ------------------------------------------------------------------------------------------------ |
| Dancin' in the Rain | - Publicado: 14 de agosto de 2012 - Formatos: descarga digital - Discográfica: Deep Well Records |
| Like I Did          | - Publicado: 14 de mayo de 2016 - Formatos: descarga digital - Discográfica: Capitol Records     |

### Sencillos
| Título                                                              | Año  | Tabla de máxima de posiciones | Álbum               |
| Título                                                              | Año  | US                            | Álbum               |
| ------------------------------------------------------------------- | ---- | ----------------------------- | ------------------- |
| "Dance With Me"                                                     | 2010 | —                             | Shane Harper - EP   |
| "One Step Closer"                                                   | 2012 | —                             | Shane Harper - EP   |
| "Rocketship"                                                        | 2012 | —                             | Shane Harper        |
| "Dancin' in the Rain"                                               | 2012 | —                             | Dancin' in the Rain |
| "—" indica que el sencillo no fue lanzado en ese país o territorio. |      |                               |                     |

### Sencillos promocionales
| Título                       | Año  | Álbum               |
| ---------------------------- | ---- | ------------------- |
| "We Need a Little Christmas" | 2011 | canción no en álbum |

### Videos musicales
| Título                | Año  | Director    |
| --------------------- | ---- | ----------- |
| "Dance With Me"       | 2011 | Desconocido |
| "Rocketship"          | 2012 | Desconocido |
| "Dancin' in the Rain" | 2012 | Desconocido |
| "Flat World"          | 2012 | Desconocido |